# 틴틴 극장판-태양의 사원
틴틴 극장판-태양의 사원(Tintin et le temple du soleil, Tintin prisonne of the sun)은 프랑스에서 제작된 Eddie Lateste 감독의 1969년 애니메이션, 모험 영화이다.